# Christoph Winterer
Christoph Winterer (* 1967 in Frankfurt-Höchst) ist ein deutscher Kunsthistoriker und Handschriftenforscher.
Von 1989 bis 1994 studierte Winterer Philosophie an den Universitäten in Frankfurt am Main und Amsterdam sowie von 1991 bis 1996 Kunstgeschichte in Frankfurt am Main, wo er mit dem Magister Artium abschloss.
Winterer war in den Jahren 1996 und 1997 als wissenschaftliche Hilfskraft am Kunsthistorischen Institut der Universität Heidelberg tätig. Von 1999 bis 2000 war er wissenschaftlicher Mitarbeiter an der Universität Jena für das DFG-Projekt Mittelalterliche Sternbilderdarstellungen bis 1100. Am 22. Mai 2005 wurde er in Heidelberg im Fach Kunstgeschichte mit der Arbeit Das Fuldaer Sakramentar in Göttingen. Benediktinische Observanz und römische Liturgie promoviert. Von 2007 bis 2010 war Winterer Mitarbeiter am Institut für Christliche Philosophie der Universität Innsbruck am FWF-Projekt Kritische Edition von In Apocalypsin des Rupert von Deutz, von 2010 bis 2012 dann wissenschaftlicher Mitarbeiter am Deutschen Institut der Universität Mainz. Derzeit betreut Winterer dort die Redaktion des Projekts Handschriftencensus Rheinland-Pfalz. Seit Oktober 2017 arbeitet er im Rahmen eines DFG-Projekts an der Fortsetzung der Handschriftenerschließung in der Wissenschaftlichen Stadtbibliothek Mainz.

## Veröffentlichungen
- Das Fuldaer Sakramentar in Göttingen. Benediktinische Observanz und römische Liturgie. Michael Imhof Verlag, Petersberg 2009, ISBN 978-3-86568-190-4 (Dissertation).
- Hinter dem Pergament: Die Welt. Der Frankfurter Kaufmann Peter Ugelheimer und die Kunst der Buchmalerei im Venedig der Renaissance. Dommuseum Frankfurt; herausgegeben von Christoph Winterer; Redaktion Christoph Winterer, Bettina Schmitt. Hirmer, München 2018, ISBN 978-3-7774-2986-1
- mit Elisabeth Berninger-Rentz, Stephan Fliedner, Christian Richter (Hrsg.): Stabile Seitenlage. Vom Hegen und Pflegen der Bücher.  Festschrift für Annelen Ottermann. (= Veröffentlichungen der Bibliotheken der Stadt Mainz 68). Nünnerich Asmus, Oppenheim 2019, ISBN 978-3-9617608-1-7)
- Das Evangeliar der Äbtissin Hidta, eine ottonische Prachthandschrift aus Köln. WBG. Darmstadt 2010. ISBN 978-3-534-23545-2.
- mit Gerhard Kölsch (Hrsg.): Die Kartause von Mainz. Kunst und Geschichte des ältesten Kartäuserklosters in Deutschland. Nünnerich-Asmus, Oppenheim 2021, ISBN 978-3-96176-160-9.